# (31878) 2000 FR7
2000 أف أر 7 (ويعرف أيضًا باسم (31878) 2000 أف أر 7 وفق تسمية الكوكب الصغير) (بالإنجليزية: 2000 FR7)‏ هو كويكب ضمن حزام الكويكبات؛ وترتيبه 31878 من حيث الاكتشاف.
اكتُشف هذا الجُرم الفلكي بواسطة Uppsala–DLR Asteroid Survey ‏ في 29 مارس 2000.

## وصلات خارجية
- (31878) 2000 FR7 في قاعدة بيانات مختبر الدفع النفاث لأجرام النظام الشمسي الصغيرة

- الاكتشاف · مخطط المدار ·  العناصر المدارية · المعلمات المادية

- (31878) 2000 FR7 على موقع ويكي سكاي: DSS2, SDSS, GALEX, IRAS, Hydrogen α, X-Ray, Astrophoto, Sky Map, Articles and images